# Grantsville (Maryland)
Pour les articles homonymes, voir Grantsville.
La ville de Grantsville est située dans le comté de Garrett, dans l’État du Maryland, aux États-Unis. Sa population s’élevait à 968 habitants lors du recensement de 2020.